# Taphos (König)
Taphos (altgriechisch Τάφος Taphos) ist in der griechischen Mythologie König der Insel Taphos und Stammvater des Volkes der Tapher.
Die Taphischen Inseln leiten ihren Namen von ihm ab. Sein Vater Teleboas war Stammvater der Teleboer; allerdings sind beides nicht historische, sondern mythische Volksnamen, die in der Antike häufig verwechselt oder synonym gebraucht wurden; dementsprechend ist für die Insel Taphos auch der Name Telebois überliefert. Sein Sohn und Nachfolger war Pterelaos, dem Poseidon Unsterblichkeit verliehen hatte.
Nach Herodor ist Taphos Sohn des Pterelas und Bruder des Teleboas; möglicherweise liegt hier aber eine Verwechslung mit Taphios vor.